# Gerrit Corver
Gerrit Corver (* 26. März 1690 in Amsterdam; † 10. Oktober 1756 in Velsen), Heer von Velsen, war ein Amsterdamer Regent der Zweiten statthalterlosen Periode.

## Leben
Siehe auch: Regent von Amsterdam
Corver wurde als Sohn der Eheleute Nicolaas Corver (1661–1692) und Agneta Hasselaer geboren. Er entstammte dem im 18. Jahrhundert wirkenden Patriziergeschlecht Corver und war der Enkelsohn des Regenten Joan Corver. Da sein Vater ein Jahr nach seiner Geburt starb kümmerten sich seine Mutter und deren zweiter Ehemann Gerbrand Pancras um den jungen Gerrit Corver. Der junge Aristokrat hatte durch seinen Großvater einen guten Namen bei den hohen Staatsmännern und Diplomaten der Republik. So wurde er bereits mit 16 Jahren zum Kommissar der Stadt berufen. Seine Ernennung zum Schepen erfolgte im Jahre 1716. Weitere Ämter waren die eines Obersten der Bürgergarde (1719), eines Staatsrats im Raad van State (1721) und im Jahre 1731 erstmals das Amsterdamer Bürgermeisteramt, das er noch neun weitere Male bekleidete. Corver war im Gegensatz zu den Regenten des 18. Jahrhunderts nicht von der Korruption befallen und spielte daher auch keine Rolle im Ämterschacher. Im Jahre 1738 wurde er zum Direktor der Sozietät von Suriname bestimmt, eine Funktion, die er bis 1750 innehatte.
Gerrit Corver war mit Margaretha Munter verheiratet. Aus dieser Ehe stammte Maria Margaretha Corver, die sich zuerst mit Jan Hooft (1719–1744) und später mit Nicolaes Geelvinck vermählte. Aus Maria Margarethas erster Ehe stammte der Sohn Gerrit Corver Hooft. Er begründete das Geschlecht der Corver Hooft und war der Vater von Jan Corver Hooft.
Im Jahre 1748 wurde Gerrit Corver ungeachtet seiner qualitativen und offenen Regierungsweise durch den neuen Erbstatthalter Wilhelm IV. von Nassau-Oranien und durch den oranisch gesinnten Staatsmann Mattheus Lestevenon aus der Regierung entfernt.